# Institutions du royaume de Valence
[[Fichier:Regiment_de_la_Cosa_Publica.jpg|thumb|Couverture de l'édition de 1499 de [[Le Gouvernement de la République|Regiment de la Cosa Pública]] de Francesc Eiximenis.]]

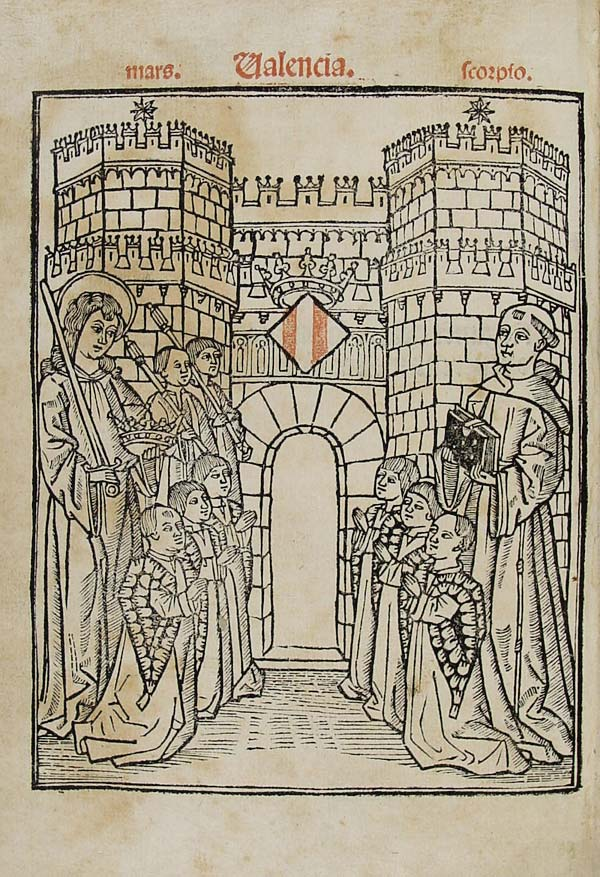
Couverture de l'édition de 1499 de Regiment de la Cosa Pública de Francesc Eiximenis.

Les institutions du royaume de Valence sont l'ensemble des lois et institutions qui ont régi le royaume de Valence pendant ses presque cinq cents ans d'existence - depuis sa fondation en 1238 par le roi d'Aragon et comte de Barcelone, Jacques Ier « Le Conquérant », jusqu'à sa disparition en 1707 en application des décrets de Nueva Planta de Philippe V en pleine guerre de Succession d'Espagne. Le royaume est fondé au sein de la couronne d'Aragon, entité issue au XIIe siècle de l'union dynastique du comté de Barcelone et du royaume d'Aragon, à la suite de la conquête de son territoire sur Al-Andalus au XIIIe siècle. Durant l'époque moderne, après l'union dynastique de la couronne d'Aragon avec la couronne de Castille —en vertu du mariage de leurs monarques respectifs, Isabelle I de Castille et Ferdinand II d'Aragon—, elle est intégrée aux reste des États de la couronne d'Aragon de l'époque —royaume d'Aragon, principauté de Catalogne, royaume de Majorque, royaume de Sardaigne et royaume de Sicile— au sein de la monarchie hispanique.

## Les fors

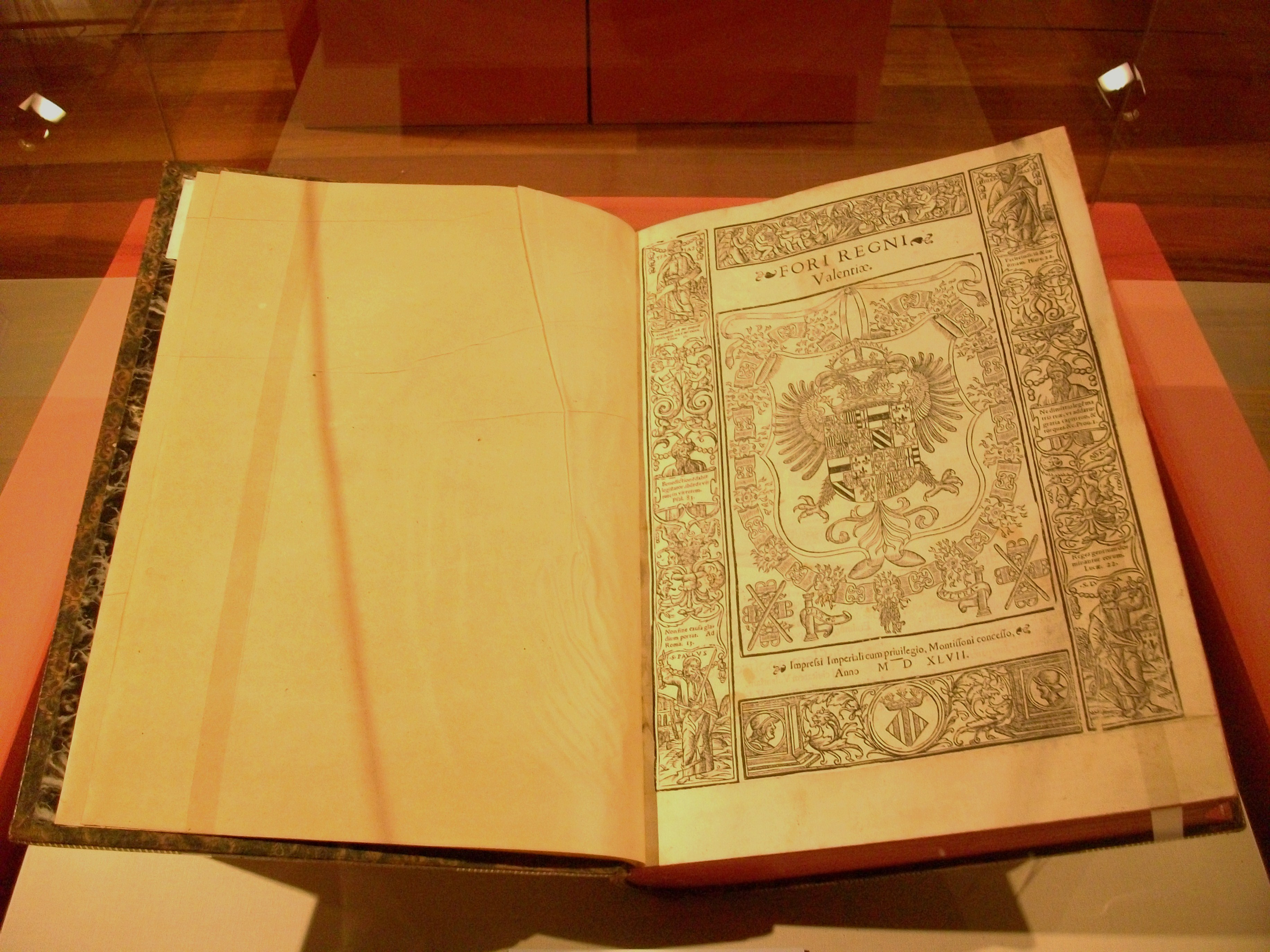
Édition des Furs de 1547.

Les Fors de Valence (en catalan : Furs de València) constituent l'ensemble des lois par lesquelles le royaume de Valence fut gouverné depuis sa fondation. Leur première rédaction remonte à 1239, année suivant la conquête de Valence, à l'initiative du roi Jacques Ier lui-même, sous le nom de Consuetudines (en latin) ou Costum (suivant la tradition catalane). Elles furent à l'origine rédigées en latin et s'appliquèrent initialement uniquement à la ville de Valence, capitale du royaume.
Lors de réunion des premières Corts (assemblée du royaume), tenues en 1261, le roi Jacques Ier étendit la Costum de Valence, rebaptisée Furs de València, à l'ensemble du royaume de Valence. Malgré la résistance des milieux nobiliaires, les fors furent appliqués dans tout le royaume et furent traduits en langue vernaculaire pour faciliter leur compréhension. Le texte légal fut définitivement établi en 1271.
De plus, Jacques Ier, acculé par la nécessité de collecter de l'argent auprès de la ville de Valence, promulgua un privilège par lequel lui et ses descendants étaient obligés de prêter serment au fors de Valence immédiatement après le début de leur règne, et de convoquer les Corts dans le délai d'un mois. Dix ans plus tard, le roi s'engagea à ne plus modifier les fors à l'avenir sans le consentement de l'assemblée du royaume.
L'ordonnancement juridique du royaume se voyait complété par les privilegis (littéralement « privilèges »), directement promulgués par le monarque à sa propre initiative, à demande des Corts ou par des actes de cort, accords conclus à l'assemblée entre la Couronne et l'un de ses deux bras (et non avec les trois, dont les accords constituaient les fors à propremement parler).
Ainsi, les lois du royaume de Valence étaient le résultat de l'accord entre le roi et les représentants des élites du royaume, représentés aux Corts, et ne pouvaient être révoquées sans le consentement des deux parties, donnant ainsi naissance au pactisme qui caractérisa également les relations entre le souverain et ses vassaux dans le reste des États de la couronne d'Aragon, y compris après son union dynastique avec la couronne de Castille, qui déboucha sur la constitution de la monarchie hispanique.

## Institutions gouvernementales de la Couronne

### Lieutenant général (Moyen-âge) et vice-roi (époque moderne)
Depuis le début du XVe siècle, lorsque le roi était absent du royaume (ce qui était très fréquent), la plus haute magistrature déléguée de la Couronne était le lieutenant général (en catalan : lloctinent general), sorte d’alter ego du monarque, que ce dernier nommait, d'abord parmi les membres de la famille royale, puis parmi les membres de la haute noblesse.
Autour du lieutenant général se constitua une petite cour fréquentée par la noblesse et les élites urbaines, et un conseil, formé principalement de juristes, de membres de la noblesse et du haut clergé, ainsi que des principaux officiers royaux : le portantveus, le bailli général (es) (Batle General) et le Mestre Racional (es) (littéralement « Maître rationnel »). Cette espèce de conseil royal devint le principal organe de gouvernement du royaume et pourrait être considéré comme l'antécédent de l'Audience de Valence (es) de l' époque moderne.
À l'époque moderne, le lieutenant général fut remplacé par le vice-roi de Valence (es), qui disposait des mêmes pouvoirs et du même niveau de représentation. Le titre fut institutionnalisé de manière permanente en 1520 sous le règne de Charles Ier et, après la longue période où la vice-royauté fut exercée par Germaine de Foix, veuve de Ferdinand II d'Aragon, dans la première moitié du XVIe siècle, revint toujours aux membres de la haute noblesse castillane.
Ni le lieutenant général ni le vice-roi ne disposaient de forces armées propres permanentes et leurs décisions ainsi que celles de leurs officiers pouvaient être révoquées par les Corts si elles contrevenaient aux fors (on parle alors de contrafur ; contrafuero en castillan). Après la réunion des dernières Corts en 1645, ce pouvoir fut transmis à la Junta de Electos (littéralement « Comité des Élus ») incluant des représentant des trois ordres de l'Ancien Régime, qui pouvait décider de la constitution d'une délégation qui se rendrait à la cour de Madrid pour présenter directement au roi les éventuelles violations des fors de la part de ses représentants dans le royaume.

### La division territoriale du royaume: lesGovernacions

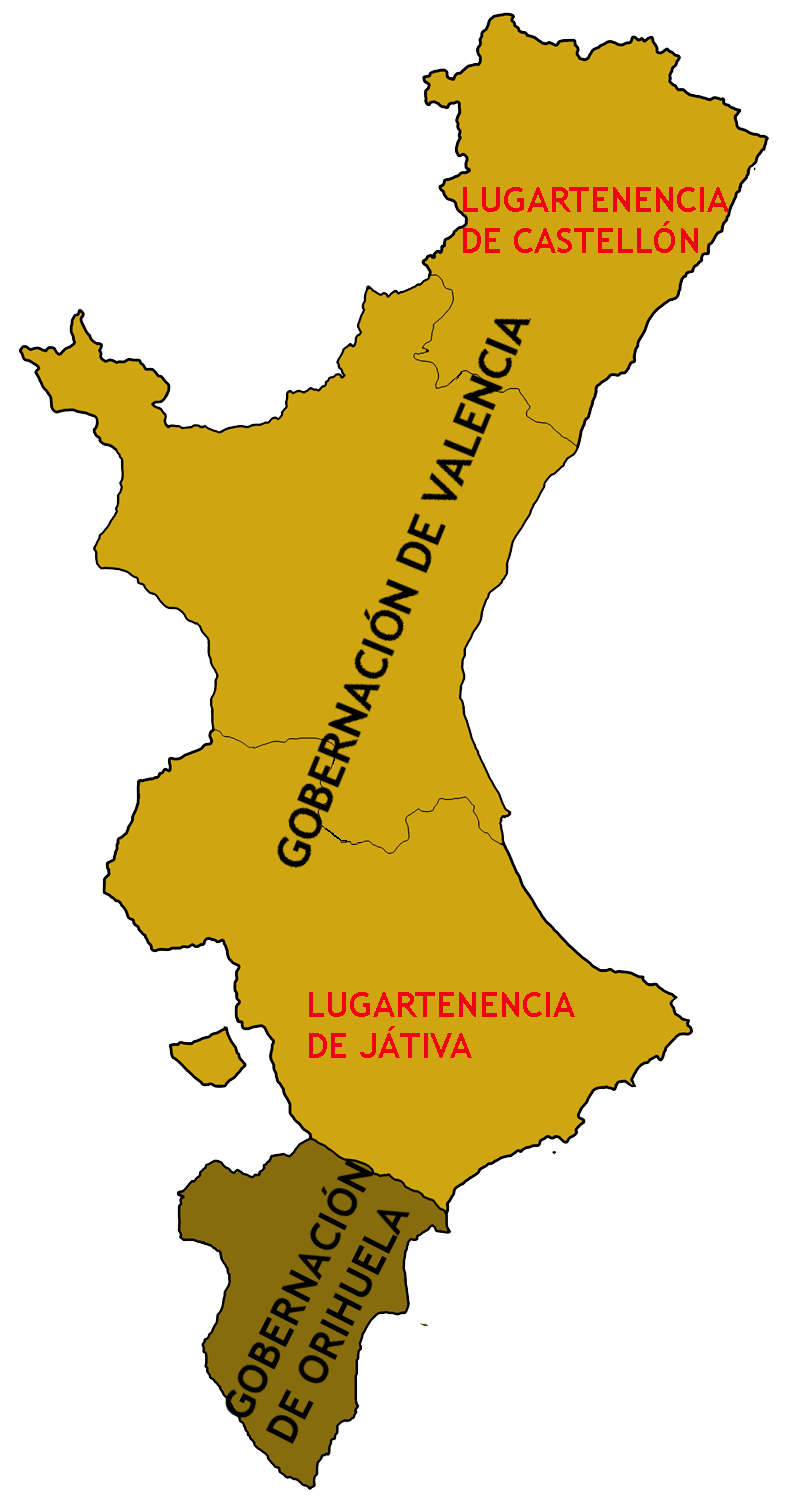
Governacions et districts du royaume de Valence.

Sous l'autorité du lieutenant général, et plus tard du vice-roi et de l'Audience royale, se trouvaient les deux gouverneurs ou portantveus. Le portantveus de General Governador de la ciutat e regne de València exerçait sa juridiction depuis la frontière de la Catalogne jusqu'à Xixona et le portantveus de General Governador de la ciutat d'Oriola y regne de València d'enllà Xixona — avec siège à Orihuela — l'exerçait « au-delà de Xixona », jusqu'à la frontière avec le royaume de Murcie. Cependant, le portantveus de Valence avait préséance sur celui d'Orihuela ; de plus, il disposait de deux lieutenants de district qui étaient en charge du territoire dellà Uxó — littéralement « au-delà d'Uixò », c'est-à-dire le territoire compris entre la Catalogne et la rivière Uixò —, résidant à Castellón de la Plana, et du territoire dellà Xúquer — « au-delà de Júcar », c'est-à-dire, la zone entre le fleuve Júcar et Xixona —, résidant à Xàtiva. Les deux portantveus et les lieutenants devaient être originaires du royaume et leurs attributions étaient essentiellement judiciaires, bien qu'ils n'aient jamais eu autorité sur le bailli général. Ils avaient également le pouvoir, en cas de nécessité, d’armer et de diriger des armées et de sanctionner ceux qui n’y participeraient pas.

### Bailli général etMestre General
Le bailli général (en catalan : batle general) était chargé de l'administration du Patrimoine royal - des biens, droits, revenus et redevances du domaine et de la titularité royale : douanes, péages, gabelles, etc. — et les baillis locaux dépendaient de lui. Il existait deux bailliages, un pour chaque gouvernorat : celui de Valence et celui d'Orihuela.
La figure du bailli général apparaît déjà dans le Costum de Valence de 1239 et ses fonctions s'accroîtront à mesure que les baillis locaux apparaîtront dans le reste des localité sous juridiction directe du roi. Il devint ainsi l'homme de la Monarchie qui coordonnait le royaume et sa juridiction était aussi étendue que les intérêts de la Monarchie dans le royaume, de sort qu'il couvrait la juridiction civile et criminelle sur les Mudéjars et les Juifs du domaine royal, gérait tous les offices du royaume, auditait les revenus royaux ou pouvait accorder les licences pour exporter des produits ou l'exercice des corsaires, entre autres.
Pour sa part, le Mestre Racional était chargé d'auditer les comptes que lui présentait le bailli général et de les remettre au roi. Tous deux, ainsi que d'autres fonctionnaires royaux, formaient la Junta patrimonial.
Le titre de Mestre Racional pour l'ensemble de la couronne d'Aragon fut régulé dans les Ordinacions (littéralement « Ordinations) du roi Pierre IV en 1344. Au début du XVe siècle, il fut réparti parmi les divers États de la couronne, donnant ainsi lieu au Mestre Racional valencien. « Sa tâche principale résidait dans le contrôle financier de tous les fonctionnaires et personnes qui administraient et manipulaient les rentes et l'argent du Patrimoine royal au royaume de Valence. Il examinait et définissait des comptes pour pouvoir présenter un bilan final de sa gestion. » Ler premier Mestre Racional valencien fut Berenguer Minguet — qui avait auparavant exercé de Mestre Racional de la cour à Barcelone —, au nom d'Alphonse V « le Magnanime » en 1419 à la demande des Corts réunies cette même année et après la remise au roi d'une importante somme d'argent pour les entreprises italiennes du monarque. À la différence du poste de bailli général, il existait un seul Mestre Racional pour l'ensemble du royaume de Valence.

### Audience de Valence (époque moderne)
Cette institution collégiale, qui n'existait pas à l'époque médiévale — ses fonctions étaient alors remplies par les justícies (es) et les portantveus del General Gobernador —, fut créée en 1506 par Ferdinand le Catholique. Son institution est étroitement liée à la figure du vice-roi, car il avait la double fonction de le conseiller sur le gouvernement du royaume et d'agir comme instance judiciaire suprême, dont les sentences ne pouvaient être portées en appel que devant le Conseil suprême d'Aragon (es) ou devant le monarque lui-même. Comme le vice-roi, il avait pour siège la capitale du royaume.
L'institutionnalisation définitive de l'Audience de Valence eut lieu en 1543 sous le règne de Charles Ier et en 1572 Philippe II renforça son autonomie par rapport au vice-roi en établissant que ce dernier n'interviendrait pas lorsque l'Audience agissait comme tribunal supérieur de justice. Quelques années plus tôt, en 1563-1564, elle fut divisée en deux chambres indépendantes, l'une pour les affaires civiles et l'autre pour les affaires criminelles. En 1585, la chambre civile fut finalement à son tour divisée en deux.
Aux XVIe et XVIIe siècles, les pouvoirs politiques et juridiques de l'Audience royale s'accrurent peu à peu, de sorte que ses auditeurs ou juges, qui devaient être des juristes originaires du royaume, devinrent, après le vice-roi, la plus haute autorité royale. Ainsi, surtout au cours du XVIIe siècle, le pouvoir effectif à Valence se concentra de plus en plus dans la cour locale, faite du vice-roi et des auditeurs, car c'ést à travers leurs relations avec l'élite que l'autorité du roi était assurée.

### Conseil suprême d'Aragon (époque moderne)
Le Conseil suprême d'Aragon (es) était l'organe consultatif utilisé par les rois de la maison d'Autriche pour les conseiller sur les questions relatives à leurs États de la couronne d'Aragon, qui incluait le royaume de Valence, raison pour laquelle il résidait à la cour à côté du monarque — à Madrid puisque Philippe II y avait établi son siège permanent. Au Conseil étaient présents deux régents pour chaque État de la couronne d'Aragon, nommés par le roi parmi les letrados de chaque territoire, de sorte que leur avis relatif à des questions qui leur étaient respectivement exclusives était souvent décisif dans la consultation qui était soumise au roi, y compris les nominations de fonctionnaires royaux qui, selon les Fors, devaient être originaires du royaume, surtout si les opinions des deux régents coïncidaient avec celles du vice-roi.
Le conseil d'Aragon trouva son origine dans le groupe de juristes venus des différents territoires de la Couronne d'Aragon que Ferdinand II le Catholique réunit après l'union dynastique avec la couronne de Castille qui donna naissance à la monarchie hispanique. Son rôle était de conseiller le monarque sur les questions touchant la couronne d'Aragon lorsqu'il était en Castille, où il passa la plus grande partie de son règne. En 1494, Ferdinand décida d'en faire un organe collégial permanent qui agirait de plus comme ultime autorité juridique pour les États de la Couronne d'Aragon, dont le royaume de Valence.
Avec le développement du régime polysynodial (en) qui accompagna l'avènement de la nouvelle dynastie des Habsbourg, certains des nouveaux conseils, notamment ceux d'État et de Guerre, chargés de conseiller les monarques sur la politique extérieure et l'organisation militaire respectivement, s'occupèrent de questions affectant le royaume de Valence et le reste des États de la couronne d'Aragon. D'autre part, l'Inquisition, créée initialement pour la couronne de Castille, étendit sa juridiction aux États de la Couronne d'Aragon, non sans une forte résistance de leur part. « Le Saint-Office était un organe centralisé et, même si en théorie ses pouvoirs se limitaient essentiellement à traiter des questions contraires à la foi, sa qualité de conseil royal et le contrôle effectif exercé sur lui par la Monarchie lui firent assumer des fonctions clairement politiques.

## Institutions de représentation du royaume

### Corts

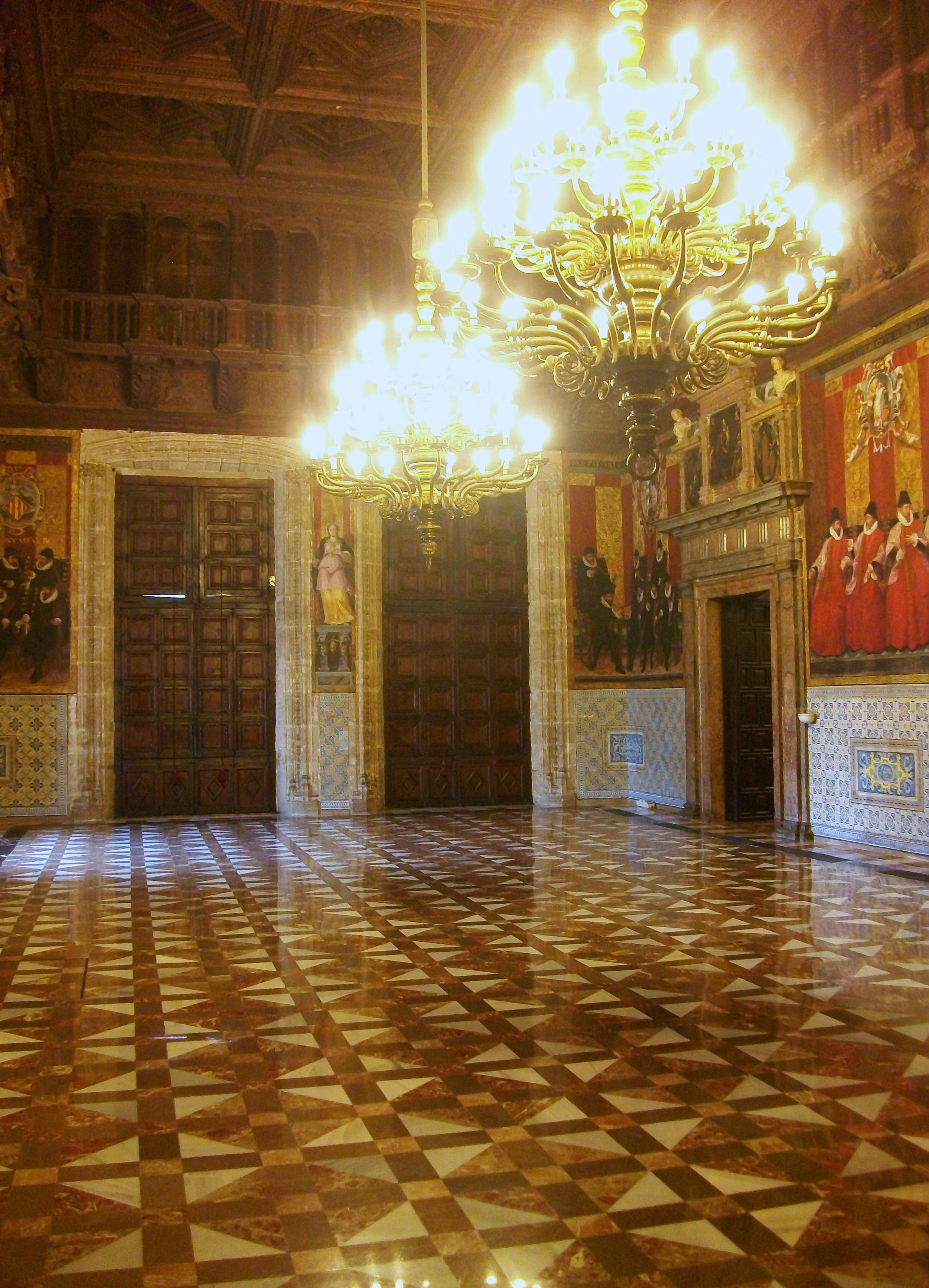
Sala de Corts du palais de la Généralité Valenciana.

Les Corts du royaume de Valence étaient l'assemblée représentative des trois bras du royaume — ecclésiastique, militaire ou noble, et royal — conjointement avec le roi, qui était chargé de les convoquer, en établissant le lieu et la date de leur célébration. Initialement, elles avaient pour finalité de veiller au « bon état et [à la bonne] réforme du royaume » comme l'affirmait Jacques II d'Aragon en 1301-1302, mais à partir du milieu du XIVe siècle , sa fonction première fut de répondre aux besoins de fonds extraordinaires de la Monarchie pour faire face au déficit chronique du trésor royal.
Les Cortes étaient principalement célébrées dans la ville de Valence, bien qu'elles se réunissent également à Sant Mateu, Alzira, Morella ou à Morvedre (actuelle Sagonte). Lorsque leur célébration coïncidait avec celles du royaume d'Aragon et de la principauté de Catalogne, elles se déroulaient à Monzón  (en Aragon).

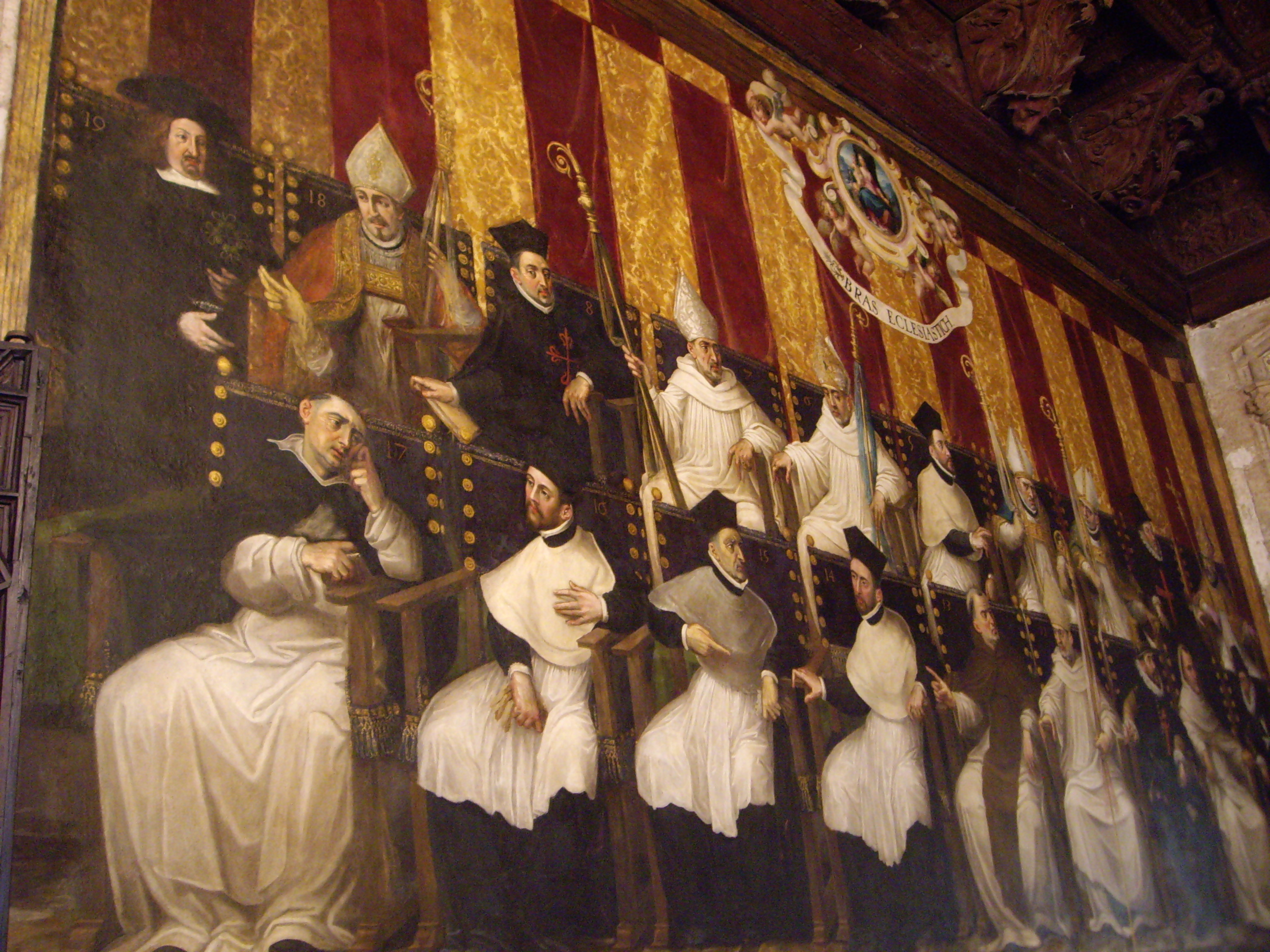
Bras ecclésiastique des Corts valenciennes.

Les convocations de l'assemblée commençaient par un discours du roi dans lequel il exposait la situation du royaume et formulait ses demandes aux bras. Chacun d'entre eux désignait ensuite ses porte-paroles qui négociaient les accords avec les officiers royaux. Après avoir examiné les éventuelles réclamations de violation des Fors (contrafurs) et avoir répondu aux doléances (en catalan : greuges ) des membres des différents ordres, on procédait au vote sur le service ou la donation — l'impôt extraordinaire exigé par le roi. Finalement, les accords législatifs qui constituaient les Fors et les actes de cort étaient promulgués.
La date de la tenue des premières Corts est encore sujette à débat. Certains historiens la situent en 1283, mais Antoni Furió estime qu'elle remonte à 1261, lorsque Jacques Ierréunit les trois bras à Valence pour approuver l'extension à tout le royaume du code juridique de la ville, le Costum, désormais appelé Furs.

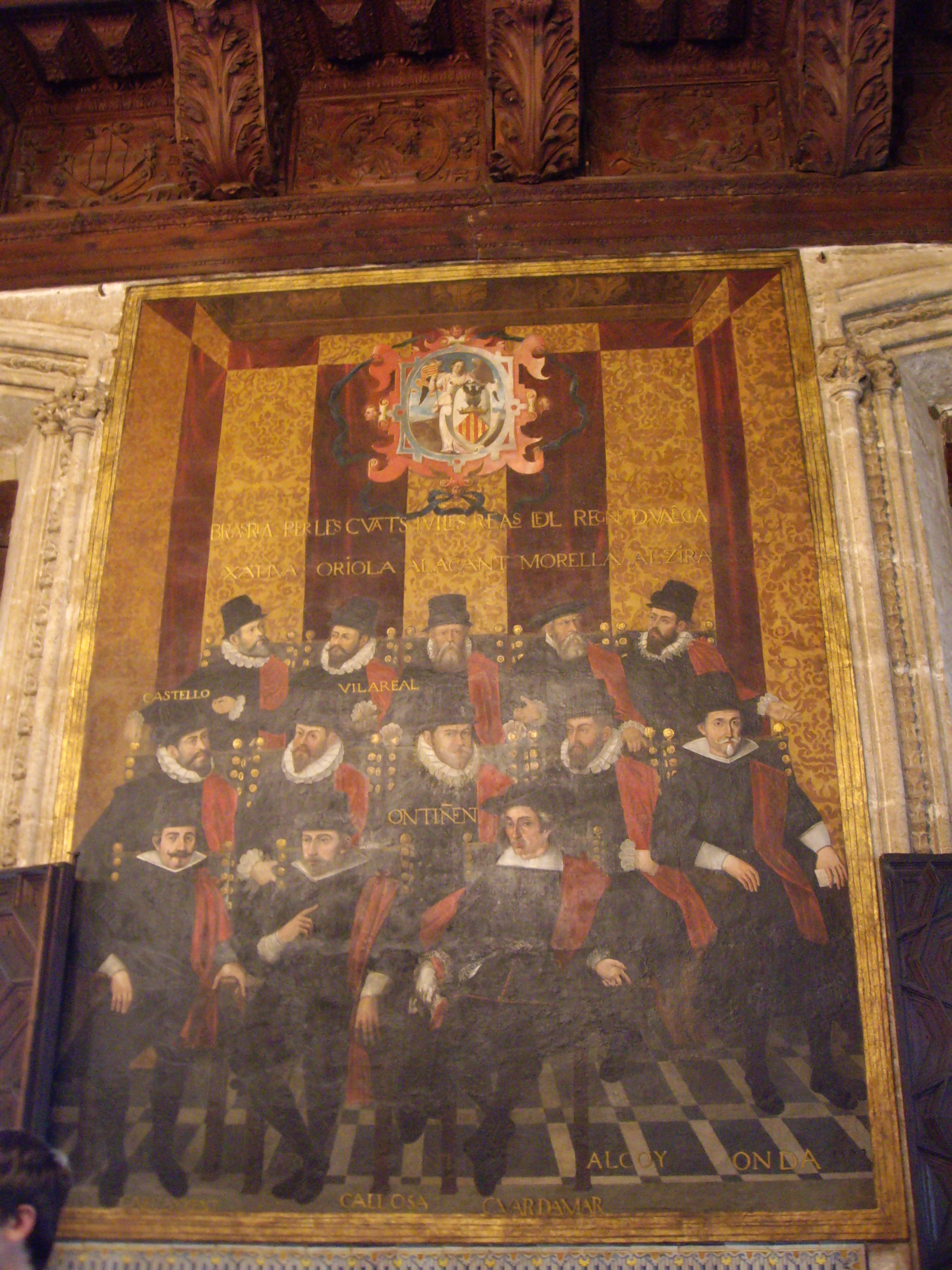
Bras royal des Corts valenciennes.

À l'époque moderne, selon l'historienne Emilia Salvador, « leur rareté [de convocations : neuf au XVIe siècle] et l'action même de leurs composantes, avec une monarchie toujours réticente et des bras peu cohérents et trop attentifs aux intérêts des élites, empêchèrent les Cortès de devenir un solide instrument d'opposition à l'autoritarisme royal. » Après la création de la Junte d'Electes dels Estaments (littéralement « Comité d'élus des Ordres ») aux Corts de 1645, le roi ne convoqua plus de Cortes, car il obtenait de la Junte les services — en argent et en hommes pour l'Armée — qu'il demandait, il n'avait par conséquent plus besoin des Corts pour obtenir la contribution militaire du royaume et ainsi les bras ne pouvaient plus recourir aux Corts pour dénoncer les violation des Fors.

### Députation du Général ou Généralité
La Députation du Général du royaume de Valence fut fondée dans la seconde moitié du XIVe siècle en tant que commission déléguée des Corts chargée d'administrer l'impôt dit des « Généralités (es) » (en catalan : generalitats) approuvé par celles-ci — d'où le nom de Generalitat sous lequel elle serait connue. C'est en 1418 qu'elle fut fondée et devint un organisme permanent. Elle était composée de six députés — deux de chaque bras —, assistés d'un certain nombre de représentants officiels : clavaris (sorte de trésoriers), administrateurs, comptables, etc.
La Généralité trouvait ses antécédents les plus lointains dans les commissions nommées par les Cortes de 1329 et de 1342-43 pour recueillir les dons approuvés par elles-mêmes et qui furent dissoutes une fois cette tâche accomplie. Aux Cortes de 1362-1362 fut approuvée l'impôt des Généralités, qui doivent leur nom au fait d'« être perçues généralement et indistinctement auprès de tous et être imposées dans l'ensemble du royaume. » Pour l'administration du nouvel impôt, qui remplace la traditionnelle donation, les Corts nomment une commission issue de leurs rangs. Pour cette raison, certains historiens placent la naissance de la Députation du Général à cette date, 1362-1364, bien que sa structure administrative ne fût établie qu'en 1404, quoique de façon temporaire, et ce n'est qu'à partir de 1418 qu'elle devint une institution permanente — qui fit encore l'objet de diverses réformes en 1419, 1439, 1510....

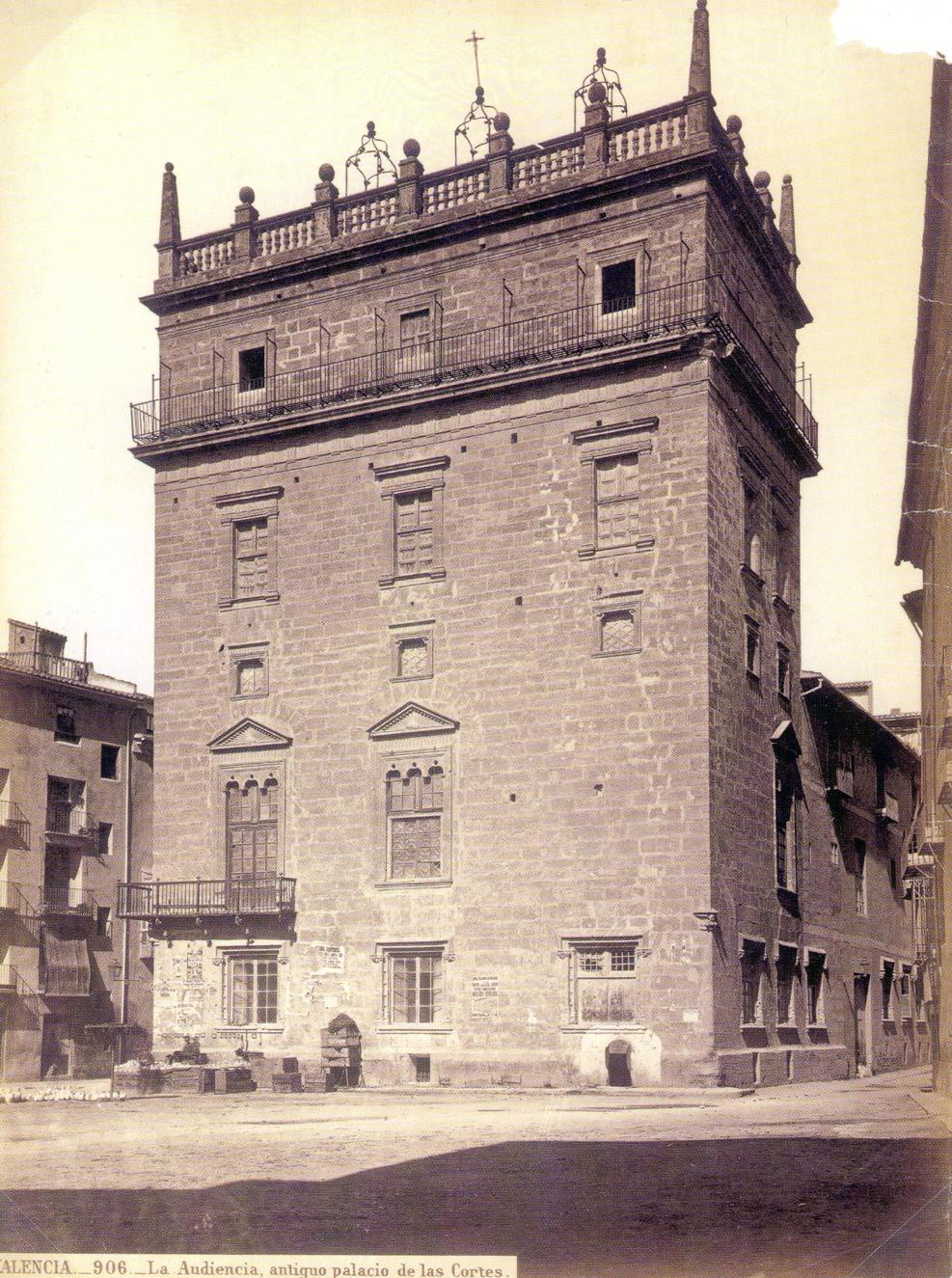
Vue du palais de la Généralité valencienne, depuis la Place de la Vierge de Valence, en 1870.

Les fonctions de la Députation du Général outrepassèrent le domaine strictement économique en prenant progressivement une dimension politique, ce qui provoqua initialement une confrontation avec la ville de Valence, car ses dirigeants — jurats — estimaient qu'elle pourrait diminuer leur influence dans le royaume. La ville n'obtint pas la dissolution de la Députation, mais à partir de 1422 les quatre jurats du bras royal occuperaient les postes de député, clavari (chargé du trésor), administrateur et comptable de l'institution.
Selon ce qui fut décidé aux Cortes de 1418, qui régulèrent l'institution de façon définitive, leurs membres étaient renouvelés tous les trois ans sans attendre de nouvelle réunion de l'assemblée, puisque les députés dont le mandat prenait fin étaient ceux qui nommaient leurs successeurs. Cependant, pour contrôler l'institution, le roi imposa en 1424 que les deux députés du bras royal soient des jurats de la ville de Valence, puisqu'il contrôlait leur nomination depuis l'introduction du système de la ceda, si bien qu'ils étaient nécessairement des hommes de sa confiance. À la fin du XVe siècle, le roi Ferdinand II ne prit même pas la peine de trouver les moyens de continuer à contrôler l'institution, il abolit simplement le système électoral et nomma des officiers royaux pour occuper ces postes. Plus tard, il établit le tirage au sort comme mode de désignation des deux députés du bras nobiliaire et une rotation rigide entre les villes — sans inclure la capitale — pour occuper les postes de députés du bras royal. En raison du contrôle que la monarchie exerçait sur l'institution, la Généralité valencienne avait moins de poids politique que son homologue catalane (es) et une moindre capacité à s'opposer aux volontés du roi. Les députés valenciens le reconnurent eux-mêmes  en 1624 lorsqu'ils déclarèrent que «nosaltres en este regne no tenim la plenitud de poder que los deputats de Catalunya i Aragó» (« nous dans  ce royaume n'avons pas la plénitude de pouvoir des députés de Catalogne et d'Aragon »).

### Ordres etJunta d'Electes(époque moderne)
À mesure que la Diputación del General perdait  en importance politique, la défense des Fors et la représentation du royaume passèrent aux Ordres (en catalan : Estaments), une institution aux profils mal définis, composée des membres de chaque bras résidant dans la ville de Valence, qui se réunissaient séparément. Ainsi, « jusqu'à la fin de l'époque forale, une sorte de conflit entre Generalitat et Estaments se maintint, tous deux prétendant représenter le royaume en dehors des Cortes. »
Aux Cortes de 1645, on décida de former la Junta de Contrafurs (littéralement « Comité des Contrefors ») ou Junta d'Electes dels Estaments (« Junte d'élus des Ordres) - composée de six membres pour chaque bras, plus trois syndics (síndics) - pour pouvoir présenter des contre-fors au roi et à la Junta de Servei pour voter les services que la monarchie demandait sans avoir besoin de convoquer les Cortes, en devant concéder de nouveaux fors, actes de cort ou privilèges. Selon l'historien James Casey (es), bien que les Estaments « n'eussent pas le pouvoir légal d'approuver les impôts, ils avaient une certaine autorité morale, en tant que représentants de l'élite du pays, de son clergé, de sa noblesse et du patriciat de la ville de Valence. Ils présentaient moins d'inconvénients pour la couronne, puisque la représentation était moins nombreuse (par exemple, les députés d'autres villes sous juridiction royale (es) hors de la capitale n'étaient pas convoqués) et qu'ils n'obtenaient pas de nouveaux fors contre le service voté. »

## Les institutions de la ville de Valence
Dans la ville de Valence, seule la petite noblesse urbaine avait accès au gouvernement, composée des chevaliers — en catalan : cavallers, nobles sans titres récompensés par le roi —, des généreux — generosos, nobles sans titre qui n'étaient pas non plus chevaliers —et des citoyens — ciutadans —, groupe comprenant les artisans et les ouvriers des différents métiers — oficis — ou corporations — gremis — et se distinguait des simples habitants — habitadors —. Parmi les citoyens figurait une classe sociale supérieure, les dénommés ciutadans honrats — « citoyens honorables » —, qui étaient les ciutadans qui avaient occupé le poste de jurat, la plus haute magistrature urbaine.

### Consell secret:juratsetracional

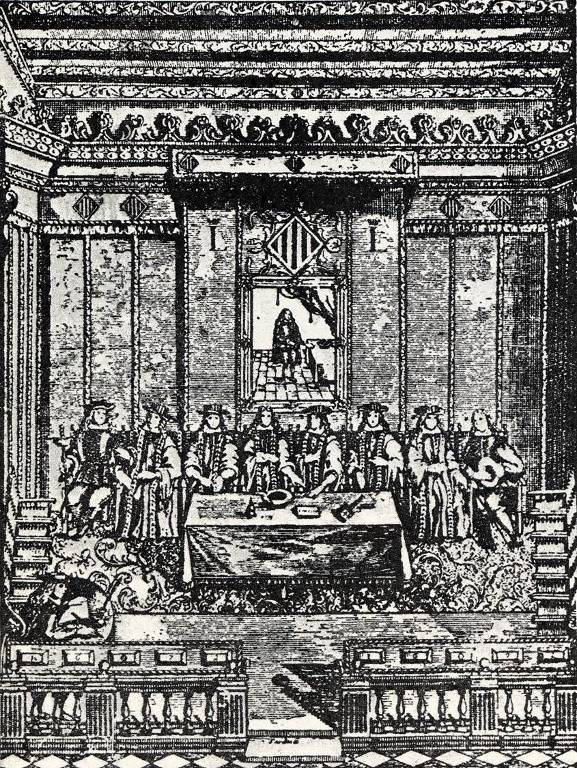
Les jurats réunis dans la Cambra Daurada de la Casa de la Ciutat de Valence en 1672.

Le Consell Secret (« Conseil secret ») était l'organe directeur de la ville de Valence, auquel le Consell General avait délégué la plupart de ses fonctions. Les membres du Conseil secret étaient :
- Les jurats, qui étaient l'organe exécutif suprême du gouvernement de la ville formé de quatre prohoms ou ciutadans (« dignitaires » ou « citoyens ») et de deux cavallers i generosos[34] (« chevaliers et généreux »), choisis pour un an par le Consell General à partir d'une liste de douze candidats de chaque ordre — un « ciutadà » et un « cavaller i generós » pour chacune des 12 paroisses de la ville — établie par les jurats sortants et, à partir 1418, par le roi sur proposition du racional — liste de candidats appelée ceda —[35] . En 1633, la ville obtint le privilège de l'insaculation, par lequel les jurats étaient dès lors désignés aléatoirement parmi un groupe de 30 cavallers i generosos et 60 ciutadans.
- Le Racional (es), ancien juré nommé par le roi pour une période de trois ans parmi trois candidats tirés au sort par la méthode de l'insaculation, et qui était chargé de surveiller les finances municipales. En contrôlant la sélection des jurats par la confection de la liste de la ceda qu'il envoyait au roi, il devint de facto la plus haute autorité de la municipalité entre 1418 et 1633.
- Le syndic (en catalan : síndic), nommé par le Consell General, occupait la fonction de représentation ou de procuration citoyenne devant les autres instances de pouvoir ;
- Quatre advocats (« avocats ») de la ville et l’escrivà de la Sala (« le greffier de la Salle »), charges à vie, consultatives mais sans vote au Consell Secret.

### Le Conseil général
Le Conseil général de Valence (en catalan : Consell general de València)  était l'organe consultatif et délibératif des jurats et était composé de 6 nobles, cavallers i generosos — dont 2 étaient les 2 jurés de l'année précédente de cet ordre —, 4 ciutadans — les 4 jurats vells de l’année précédente de cet ordre —, 4 juristes, 2 notaires, les 48 consellers de ciutadans de parròquies — « conseillers de citoyens de paroisses » ; 4 pour chacune des 12 paroisses de la ville — et les consellers d'oficis — « conseillers de métiers » ; 2 pour chaque métier ou guilde (gremi) —. Les membres du Consell étaient nommés pour un an par le Consell Secret, qui avec le premier formait le Consell General, présidé par le justícia civil.

### Lesjustícieset leMostassaf
Les affaires judiciaires étaient traitées par le justícia criminal et le justícia civil, qui étaient élus pour un an par tirage au sort dans les « bourses » des ciutadans et des cavallers alternativement. Les litiges mineurs étaient réglés par le justícia de trescents sous, et la surveillance du marché était assurée par le Mostassaf (es) (ou Mostaçaf), qui était élu de la même manière que les justícies.

## L'extension de l'organisation municipale de Valence au reste du royaume
Très vite, le roi confia la gouvernance des municipalités à leurs habitants respectifs (à Valence dès 1245), bien que tout au long du XIIIe siècle la participation fût de plus en plus restreinte, en faveur d'un petit groupe d'habitants qui constitueraient finalement le groupe des ciutadans, surtout dans les principales villes royales - Sagonte, Alzira, Xàtiva, Gandia et Valence.
Dans ce processus, un moment décisif fut en 1278 l'extension du modèle municipal de la ville de Valence à toutes les villes du royaume sous juridiction royale. « Les anciennes assemblées ouvertes qui, dans les premières années de repeuplement, réunissaient tous les habitants dans l'église paroissiale furent remplacées par le nouveau système municipal, d'inspiration urbaine et romaine, qui restreignait la gestion du pouvoir local à une classe minoritaire de prohoms. » Ainsi, toutes seront dotées, dans les grandes lignes, des institutions régissant la ville de Valence : les jurats, dans lesquels résident les pouvoirs que la monarchie a délégués à la ville ; le Consell, en tant qu'organe représentatif des ordres et conseil assesseur des jurats ; et des officiers tels que le Justícia Criminal, le Justícia Civil et le Mostaçaf.
Entre 1321 et 1329, la petite noblesse urbaine, cavallers i generosos, entrèrent dans le gouvernement des villes royales, qui jusqu'alors avaient été dominées exclusivement par les ciutadans ou prohoms. De cette manière, une élite encore plus restreinte se consolida – généralement appelée le patriciat urbain – qui monopoliserait le gouvernement des villes royales.
Au début du XVe siècle, à Valence comme ailleurs, la monarchie exerça un plus grand contrôle sur les municipalités sous sa juridiction. Cependant, l'ingérence de la Couronne dans la nomination des jurats suivit un système différent de celui de Valence - celui de la ceda. Le système traditionnel de cooptation — les jurats sortants désignaient leurs successeurs — fut remplacé par le système d'insaculation — généralement au moyen de la méthode des redolins, qui consistait à mettre les morceaux de papier avec les noms des candidats dans des boules de cire qui flottant dans l'eau d'un bassin et à choisir ensuite au hasard ceux qui devaient occuper les nouveaux postes. L'intromission de la Couronne dans l'élection consistait à préparer les listes de candidats et à ainsi garantir que les nouveaux jurats fussent des personnes en phase avec les intérêts de la Couronne. Ainsi, le nouveau régime insaculateur fut introduit à Xàtiva en 1427, à Orihuela en 1445, à Alzira, Vila-real et Castellón en 1446, et à Alicante en 1459.